# サミュエル・クロウフォード
サミュエル・ワイリー・クロウフォード（英: Samuel Wylie Crawford、1829年11月8日-1892年11月3日）は、アメリカ陸軍の軍医であり、南北戦争のときは北軍の将軍だった。

## 初期の経歴
クロウフォードはペンシルベニア州フランクリン郡で生まれた。1846年にペンシルベニア大学、1850年にペンシルベニア大学医学校を卒業した。1851年に軍医補としてアメリカ陸軍に入隊し、その職を10年間務めた。

## 南北戦争
クロウフォードは、南北戦争の発端となった1861年の南軍によるサムター要塞砲撃のとき、要塞に勤務する軍医だった。経歴は純粋に医術に限られていたが、砦から反撃する大砲のいくつかを指揮した。
サムター要塞から1か月後、基本的に進路を変える決心をし、第13アメリカ歩兵連隊の少佐の任官を受けた。1861年9月からはオハイオ軍管区（Department of the Ohio）監察長官補を務めた。1862年4月25日に准将に昇進し、シェナンドー軍の1個旅団を率いて、南軍ストーンウォール・ジャクソンに対するバレー方面作戦に参戦したが、その旅団が実戦に関わることは無かった。初陣は北バージニア方面作戦のときのことであり、ジョン・ポープ少将のバージニア軍に配属された。シーダー山の戦いでは、クロウフォードの旅団が南軍左翼を急襲し、ストーンウォール旅団を含む1個師団を壊走させた。しかし南軍が反撃しクロウフォードの旅団は他の部隊から支援されていなかったので、50%という高い損失率で撃退された。
アンティータムの戦いでは、師団長のアルフェウス・S・ウィリアムズ准将が第12軍団長に格上げされたときに、その師団を一時的に指揮した。しかしこの時に太腿に負傷したので、その暫定指揮の期間は短かった。クロウフォードは出血のために弱って担ぎ出されなければならなくなるまで戦場に留まっていた。その傷の快復には8か月を要し、1863年5月まで戦場に戻れなかった。このとき、ワシントンD.C.を防衛するペンシルベニア予備役師団の指揮を任された。この師団を指揮しているときに、ジョン・F・レイノルズとジョージ・ミードという2人の北軍指導者の指導を受けることになった。
1863年6月、ペンシルベニア予備役師団はゲティスバーグ方面作戦のためにポトマック軍に合流した。クロウフォードは難しい状況にあった。その軍医としての訓練はあったが、歩兵師団長としてのものではなく、旅団レベルの経験はあったものの、8か月の療養でその技術はこの重要な方面作戦の開始時点で最低のレベルにあることを意味していた。さらにその師団の部隊はワシントン周辺の容易な守備隊任務を6か月間こなしただけであり、十分な戦闘の準備ができていなかった。1863年7月2日、クロウフォードとのその師団はジョージ・サイクス率いる第5軍団の後方でゲティスバーグに到着した。クロウフォードは前線に出てリトルラウンドトップのストロング・ビンセント大佐の旅団を支援するよう命令されたが、到着した時には戦闘が既に下火になっていた。
一方、南軍ジェイムズ・ロングストリート中将軍団はデビルズデンを席捲し、リトルラウンドトップの直ぐ西にある小川プラムランまで北軍の守備陣を押し返していた。その地域は後に兵士達によって「死の谷」と呼ばれるようになった。クロウフォード師団はウィリアム・マッカンドレスおよびデイビッド・J・ネビン両大佐の旅団と共にリトルラウンドトップの斜面をなだれ降った。マッカンドレス旅団が突撃の先頭に立ったが、クロウフォードも明らかに何らかの栄光を望み、驚いている軍曹から師団旗を掴み取るとその突撃を指揮した。この突撃はほとんど抵抗も受けずに成功し、南軍は死の谷から駆逐された。
これは比較的小さな戦闘で被害も軽かったが、クロウフォードはその人生の残りをリトルラウンドトップの栄光に包まれて過ごすことになった。クロウフォードはゲティスバーグ戦場跡の保存に傑出した働きをし、あるときにはその師団に捧げる大きな記念館と博物館でその丘を覆うために資金を集めようとした（幸いこの計画は失敗し、リトルラウンドトップにはより小さな記念碑がちりばめられただけで、当時の姿に近いままとなっている。アミューズメントパークやトロリー電車の計画もあったが、とっくに無くなってしまった）。クロウフォードはまたリトルラウンドトップの救い主としてのその役割を認めさせるために戦争の公式記録に載せるべくかなりの政治活動をおこなったが、この努力も報いられなかった。
クロウフォードは戦争の残り期間、第5軍団ペンシルベニア予備役師団の指揮官に留まった。リッチモンド・ピータースバーグ方面作戦では、元々の2個旅団と第9軍団からの1個師団、およびその他数個の連隊と砲兵隊からなる包囲線守備隊も指揮した。その第3旅団は一時的に第5軍団の他の師団に付けられた。1864年8月1日には少将への名誉昇進を果たした。8月18日、グローブタバンの戦いで胸を負傷した。ファイブフォークスの戦いでの功績で正規軍の准将に名誉昇進し、さらに1865年3月13日には少将となった。ファイブフォークスでは、南軍左翼に向けた主力の攻撃からその師団が深い森の中にさ迷いこんだ。第5軍団長ガバヌーア・ウォーレン少将が自ら馬でクロウフォードの師団を取り戻しに来た。攻撃の時にウォーレンがいなかったことは、フィリップ・シェリダンがウォーレンを解任する時に引き合いに出した理由の一つだった。クロウフォードは軍団の中では上級の将軍だったが、シェリダンはもっと若い士官（チャールズ・グリフィン准将）をウォーレンの代わりに指名した。

## 戦後
クロウフォードは1873年2月19日に陸軍を退役し、アメリカ陸軍退役兵の准将の位を与えられた。クロウフォードはペンシルベニア州フィラデルフィアで死に、そこのローレルヒル墓地に埋葬されている。1887年に出版された『南北戦争の起源』の著者である。